# Casa Puig i Rafecas
La Casa Puig i Rafecas és una obra de Vilanova i la Geltrú (Garraf) protegida com a Bé Cultural d'Interès Local.

## Descripció
Es tracta d'un habitatge entre mitgeres fent cantonada amb galeria posterior destinat a habitatge unifamiliar.
L'edifici, de planta rectangular, es compon de planta baixa, dos pisos i golfa, sota coberta a dues vessants i petit terrat davanter. Té galeria posterior d'arcades de mig punt. Consta de dues crugies amb l'escala lateral. Posteriorment, s'hi va afegir el porxo, el celler de la planta baixa i la cuina de la primera planta.
Les parets de càrrega són de paredat comú i totxo. A la planta baixa hi ha voltes rebaixades de rajola vista. Els forjats són bigues de fusta i revoltó ceràmic. Té un sotacoberta de bigues i llates de fusta i rajola.
La façana principal es compon de dos eixos verticals que es corresponen a les dues crugies. La planta baixa té dos portals i les plantes pis tenen dos balcons cada una i una finestra central (la del segon pis és simulada). Totes les obertures són amb llinda. Coronament està format per una cornisa i una barana llisa. La façana lateral té finestres i balcons amb llinda. La cantonera és de pedra i la galeria és d'arc de mig punt i columnes de fust llis.